# Veinte de Noviembre, Sayula de Alemán
Veinte de Noviembre är en ort i Mexiko.   Den ligger i kommunen Sayula de Alemán och delstaten Veracruz, i den sydöstra delen av landet, 500 km öster om huvudstaden Mexico City. Veinte de Noviembre ligger 21 meter över havet och antalet invånare är 384.
Terrängen runt Veinte de Noviembre är platt. Runt Veinte de Noviembre är det ganska glesbefolkat, med 29 invånare per kvadratkilometer. Närmaste större samhälle är Venustiano Carranza, 8,6 km nordost om Veinte de Noviembre. Trakten runt Veinte de Noviembre består till största delen av jordbruksmark.